# Фундаментальний аналіз
Фундаментальний аналіз (англ. Fundamental analysis) — підхід до аналізу фінансових ринків на основі вивчення фінансово-економічної інформації, яка, імовірно, робить вплив на динаміку активу або фінансового інструменту.
Особливістю фундаментального аналізу є те, що його украй складно формалізувати. Звичайно, прийоми і методи цього аналізу досить об'єктивні, проте об'єм інформації і різна інтерпретація цієї інформації учасниками ринку переводять фундаментальний аналіз в розряд мистецтва.
В основі американської школи фундаментального аналізу лежить класична праця Бенджаміна Грехема (англ. Benjamin Graham) і Девіда Додда (англ. David Dodd) «Аналіз цінних паперів» (англ. «Security Analysis»), опублікована ними в 1934 році. Сам Грехем користувався фундаментальним аналізом на практиці і був успішним інвестором. Один з найвідоміших послідовників Грехема, що використовують фундаментальний аналіз, — Уорен Баффет (англ. Warren Buffett).
На фондовому ринку та валютному ринку інформація, яка підлягає аналізу, різна. Тому умовно виділяють фундаментальний аналіз фондового ринку і фундаментальний аналіз валютного ринку.

## Фундаментальний аналіз на фондовому ринку
Фундаментальний аналіз на фондовому ринку — ряд методів прогнозування ринкової (біржовою) вартості компанії, заснованих на аналізі фінансових і виробничих показників її діяльності.
Фундаментальний аналіз використовується інвесторами для оцінки вартості компанії (або її акцій), яка відображає стан справ в компанії, рентабельність її діяльності. При цьому аналізу піддаються фінансові показники компанії: виручка, EBITDA (Earnings Before Interests Tax, Deprecation and Amortization), чистий прибуток, чиста вартість компанії, зобов'язання, грошовий потік, величина виплачуваних дивідендів і виробничі показники компанії.
«Внутрішня вартість» в більшості випадків не збігається з ціною акцій компанії, яка визначається співвідношенням попиту і пропозиції на фондовому ринку. Інвесторів, які використовують в своїй діяльності фундаментальний аналіз, цікавлять в першу чергу ситуації, коли «внутрішня вартість» акцій компанії перевищує ціну акцій на біржі. Такі акції вважаються недооціненими і є потенційними об'єктами інвестицій. Купуючи недооцінені акції, інвестори розраховують, що в умовах ефективності ринку ціна акцій на фондовому ринку буде наближатися до «внутрішньої вартості», тобто в разі недооцінених акцій — зростатиме.

### Рівні фундаментального аналізу
Фундаментальний аналіз зазвичай буває трьох рівнів:
- на рівні економіки, фундаментальний аналіз включає вивчення національних економічних індикаторів для оцінки поточного і майбутнього стану економіки в цілому;
- на рівні індустрії, фундаментальний аналіз може містити вивчення сил попиту і пропозиції для даного типа продукту або послуги;
- на рівні окремої компанії (фінансового інструменту, цінного паперу), фундаментальний аналіз включає аналіз фінансових і бухгалтерських звітів, управління, стратегії бізнесу і конкуренції

Центральна частина фундаментального аналізу — вивчення виробничої і фінансової ситуації на підприємстві-емітенті. Аналіз звітності і розрахунок фінансових коефіцієнтів дозволяють визначити фінансовий стан підприємства. Виділяють наступні групи показників:
- показники платоспроможності (ліквідності) — вони дають уявлення про здатність підприємства здійснювати поточні розрахунки і оплачувати короткострокові зобов'язання. До них відносять коефіцієнт абсолютної ліквідності, проміжний коефіцієнт покриття, загальний коефіцієнт покриття.
- показники фінансової стійкості — вони показують рівень залучення позикового капіталу і здатності підприємства обслуговувати цей борг. До них відносять коефіцієнт власності (незалежності), питому вагу позикових коштів, питому вагу дебіторської заборгованості у вартості майна, питому вагу власних і довгострокових позикових коштів.
- показники ділової активності — вони відображають те, наскільки ефективно використовуються кошти підприємства. До них відносять коефіцієнти оборотності запасів, оборотності власних коштів, загальний коефіцієнт оборотності.
- показники рентабельності — вони дозволяють судити про прибутковість підприємства. До них відносять коефіцієнти рентабельності майна, рентабельності власних коштів, рентабельності виробничих фондів, рентабельності довгострокових і короткострокових фінансових вкладень, рентабельності власних і довгострокових позикових засобів, коефіцієнт продажів.

Аналіз фінансової звітності вимагає від інвестора доброго знання облікової практики, оскільки в істотній мірі його завдання полягає в тому, щоб визначити, наскільки дані бухгалтерських балансів відповідають реальному стану речей на підприємстві, не завищена або не занижений його прибуток, яка імовірність погашення коротко- і довгострокової заборгованості. Фінансові і виробничі показники аналізують за ряд років, щоб отримати картину розвитку ситуації на підприємстві.
Предметом вивчення є дивідендна політика підприємства, яка дозволяє зробити висновки відносно його інвестиційних планів. Кадрова політика на підприємстві також може послужити джерелом інформації для оцінки перспектив його розвитку. Якщо керівництво приділяє увага роботі з молодими фахівцями, це можна розглядати як позитивний чинник.
Окрім аналізу положення справ на самому підприємстві інвестор, що займається фундаментальним аналізом, вивчає чинники макроекономічного характеру, а також ринок, на якому діє підприємство, що цікавить його. Це відкриває інвесторові розуміння довгострокової і середньострокової кон'юнктури. Таке знання особливо важливе для інвестора, що орієнтується на тривалі тренди.
Аналіз економічної ситуації в країні та її перспектив вимагає знань в області макроекономіки. Інвестор аналізує такі показники:
1. об'єм валового внутрішнього або валового національного продукту;
2. рівень інфляції, безробіття, процентної ставки, об'єму експорту і імпорту;
3. валютний курс;
4. розмір державних витрат і запозичень на фінансовому ринку тощо, оскільки дані змінні визначають загальний економічний клімат в країні.

Макроекономічні чинники характеризуються тим, що вони, переважно, в тенденції однаково впливають на курсову вартість паперів. Наприклад, заходи Центрального банку щодо зміни процентної ставки змінять як загальний рівень інвестиційної активності в країні, так і ставку дисконтування при визначенні вартості паперів.

## Фундаментальний аналіз на валютному ринку (Forex)
Фундаментальний аналіз на валютному ринку (Forex) — це інтерпретація та оцінка основних економічних показників і факторів розвитку країни. Вивчається поточна ситуація з точки зору політичної, економічної і фінансово-кредитної політики.
Ціллю фундаментального аналізу є визначення істинної, справедливої ціни валюти. Порівнюючи оцінку з поточною ринковою ціною, робиться висновок про те, переоцінена або недооцінена валюта.
Різні макроекономічні показники, що їх використовують при фундаментальному аналізі, публікуються в заздалегідь відомі строки. Для зручності їх відстеження складається календар виходу даних, в якому приводяться і прогнозовані значення показників. Розбіжність прогнозних і фактичних значень показників зазвичай дає підставу для прийняття торгових рішень.
Поточні політичні та економічні новини надаються багатьма інформаційними агенціями в режимі реального часу, і транслюються для клієнтів з реальними рахунками безпосередньо у торговельному терміналі.
Новини можуть бути очікуваними (такими, що публікуються згідно з планом) та неочікуваними (випадковими). До планових новин відносяться виходи економічних показників країн, частково — інформація політичного характеру — результати виборів або виступи державних осіб. Випадкові або неочікувані новини зазвичай мають політичне або природне походження (стихійні лиха, війни, політична нестабільність).
Можна виділити чотири групи фундаментальних факторів, що безпосередньо впливають на ринок:
- економічні;
- політичні;
- чутки та очікування;
- форс-мажор — неочікувані події.

Вплив на валютний ринок економічної групи факторів слідує з аксіоми, що вартість будь-якої валюти є похідною від економічного розвитку країни і може регулюватись за допомогою визначених економічних заходів.
Економічну групу факторів впливу на ринок можна розбити на такі складові:
1. дані про економічний розвиток країни;
2. засідання центральних банків країн та будь-які зміни грошово-кредитної політики (в першу чергу — облікової ставки);
3. потоки капіталів;
4. операції фондів (хеджевих, інвестиційних, страхових, пенсійних);
5. експорт та імпорт;
6. засідання «великої сімки», економічних та торгових союзів;
7. виступи голів центральних банків, голів урядів, провідних економістів з приводу ситуації на ринку валют, змін економічної політики, економічної ситуації в країні та їх прогнози;
8. валютні інтервенції;
9. суміжні ринки;
10. масштабні спекуляції.

### 1. Дані про економічний розвиток країни
Сюди відносяться такі ключові показники як торговий та платіжний баланси, темпи інфляції, безробіття, валовий національний продукт та інші.
Фундаментальним аналізом розвитку економіки займаються спеціалізовані інститути, які визначають та зводять воєдино різноманітні показники економічного розвитку і враховують тенденції розвитку світової економіки. Практика фундаментального аналізу для приватного трейдера зазвичай зводиться до використання експертних оцінок показників економічного розвитку країн. Ці оцінки є результатом роботи тих самих спеціалізованих інститутів, або видаються аналітиками найбільших фінансових установ, або публікуються інформаційними агенціями, що проводять опити відомих економістів.
Вихід даних може привести до значних рухів на ринку. В залежності від інтерпретації того чи іншого індикатору, курс може піти як в один, так в інший бік. Реакція на новину визначається ситуацією на ринку, економічним станом країни, попередніми очікуваннями, та, звичайно, конкретною величиною індикатора, що опублікований.
В більшості випадків виходу даних ми можемо знати тільки одне — значна зміна показника може призвести до значної зміни курсу, але напрямок такої зміни точно невідомий. Тому час публікації новин — час можливих сильних рухів та зростання волатильності цін.
На ринку FOREX використовується єдина система котировок валют через американський долар. Таким чином, розвиток американської економіки і вартість американського долара є важливим, якщо не вирішальним, фактором, що визначає спрямованість ринку, спільним для основних валют. Тому головну увагу учасників ринку спрямовано на американський долар й на його «поведінку», яка викликає певні реакції з боку інших валют.

### 2. Засідання центральних банків та зміни грошово-кредитної політики
Основним завданням центральних банків є регулювання внутрішнього економічного життя країни, а також внутрішньої та зовнішньої вартості валюти. Тому будь-які засідання центрального банку, або його робочих органів, що займаються питаннями грошово-кредитної політики, викликає підвищений інтерес учасників валютного ринку.
Під грошово-кредитною політикою центрального банку розуміють сукупність засобів, спрямованих на зміну грошової маси в обігу, об'ємів кредитів, рівня процентних ставок та інших показників грошового обігу і кредиту.
Основними інструментами грошово-кредитної політики ЦБ є:
- регулювання офіційної облікової ставки (під які відсотки центральний банк дає кредити іншим банкам);
- операції на відкритому ринку (купівля та продаж державних цінних паперів: облігацій, казначейських зобов'язань).

Зазвичай грошово-кредитная політика ЦБ спрямована на досягнення та збереження фінансової стабілізації, в першу чергу, укріплення курсу національної валюти та забезпечення усталеності платіжного балансу країни.

### 3. Потоки капіталів
Якщо боргові зобов'язання держави, облігації і акції активно розкуповуються іноземними інвесторами, це призводить до зростання курсу національної валюти.
Рух капіталу тісно пов'язаний зі спекуляцією валютами. Якщо б на ринку здійснювалися тільки операції для експортно-імпортних розрахунків або поточних розрахунків, курси валют були б сталими та зазнавали тільки незначних коливань.
Враховуючи саме спекулятивний характер операцій, треба розуміти, що навіть невеликі зміни валютного курсу можуть збільшуватися в результаті швидкого переміщення коштів з однієї країни до іншої при зміні ринкової кон'юнктури — зміни політичного спрямування, очікування економічних проблем або просто руху валютного курсу. Такі процеси можуть відбуватися і в дуже серйозних об'ємах, коли говорять про «втечу капіталів», що може призводити до різких рухів валютних курсів і навіть до фінансової кризи.

### 4. Операції фондів
Дуже сильний вплив на довгострокові тенденції рухів валютних курсів мають операції фондів — хеджевих, інвестиційних, пенсійних та інших. Валютні операції — один з напрямків їхньої діяльності. Кошти, якими оперують менеджери фонду, величезні. Найкрупнішими та найактивнішими є американські фонди, що розпоряджаються активами в сотні мільярдів доларів. Переслідуючи мету максимально вигідного розміщення коштів, вони постійно переглядають структуру портфелю своїх інвестицій, вкладаючи кошти в акції, урядові та приватні облігації, банківські депозити та інше.

### 5. Експорт та імпорт
Експортери та імпортери є постійними учасниками валютного ринку — у експортерів виникає періодичний інтерес продавати іноземну валюту, а у імпортерів — купляти її.
Помітний вплив експортерів і імпортерів на ринок існує на японському ринку долара США проти єни. Якщо на ринку немає сильних тенденцій, тоді експортери не пускають курс занадто високо, а імпортери — занадто низько. Таким чином вони можуть тримати курс деякий час в заданому діапазоні (range). Час від часу в аналітичних оглядах ринку долара проти єни вказуються рівні вірогідного виходу на ринок експортерів (рівень опору) і імпортерів (рівень підтримки).
Вплив експортерів та імпортерів на ринок є короткостроковим й не викликає глобальних трендів, зазвичай їх операції створюють на ринку корекції (відкоти).

### 6. Засідання «великої сімки», економічних та торгових союзів
G7 («велика сімка») — група з сімох найбільших індустріальних країн (США, Японія, Німеччина, Франція, Велика Британія, Італія, Канада), що проводять регулярні зустрічі для обговорення світових економічних проблем, серед яких і питання валютного регулювання.
Засідання учасників економічних і торгових союзів роблять вплив на курси валют країн-учасниць в залежності від прийнятих спільних рішень або просто висловлених думок.

### 7. Виступи голів центральних банків, урядів, відомих економістів щодо ситуації на ринку
Вислови під час доповідей, зустрічей, прес-конференцій державних діячів в багатьох випадках знаходять відгук на ринку, оскільки думка чиновників такого рангу значною мірою відображає тенденції грошово-кредитної і економічної політики органів, які вони представляють.
Інформаційні агенції уважно відстежують подібні виступи і в режимі реального часу поставляють тезиси таких висловлювань як «гарячі новини» у своїх стрічках новин. Сила впливу таких висловів буває дуже великою.
Наприклад, двічі на рік (зимою і літом) ринки уважно стежать за виступами голови Федеральної резервної системи перед двома банківськими комітетами Конгресу США (Humphrey Hawkins testimony). У виступі відшукуються будь-які натяки на майбутній напрямок зміни процентних ставок у США. В залежності від інтерпретації виступу може встановитися той або інший тренд по долару США.
Ще політичні діячі користуються своїм впливом, влаштовуючи так звані «словесні» інтервенції. Коли курс національної валюти наближується до критичного рівня, вони починають говорити, що далі курс не піде, що можлива інтервенція і таке інше. Оскільки поінформованості таких людей довіряють і остерігаються їх повноважень, такі вислови починають здійснювати безпосередній вплив на ринок.
Коли курс дійсно знаходиться на несприятливих критичних рівнях, слідом за висловами можуть початися і власне валютні інтервенції, при котрих курс може проходити сотні пунктів за короткий час.

### 8. Валютні інтервенції
Валютні інтервенції є однією з форм участі центральних банків у регулюванні вартості національної валюти на зовнішньому ринку. Валютні інтервенції супроводжуються різким викидом або різким вилученням значних об'ємів валюти (мільярдів доларів) з міжнародного ринку.
Проведення інтервенції призводить до руху ринку внаслідок як порушення балансу попиту і пропозиції, так і з причин психологічного характеру, що демонструють зацікавленість органів державного регулювання у тому або іншому напрямку руху валютних курсів.

### 9. Суміжні ринки
Часто інформація про зміни ситуації на ринку нафти, дорогоцінних металів і таке інше приводить до зміни ситуації і на валютних ринках. Якщо ми розглядаємо валютну пару EURUSD, то деяку інформацію можна отримати з поведінки валютних пар GBPUSD або USDCHF, а також крос-курсів EURGBP і EURCHF і таке інше.

### 10. Масштабні спекуляції
Масштабні спекуляції мають вплив на ринок, схожий зі впливом інтервенції центральних банків, але меншою мірою.
В цілому, для побудови бази для фундаментального аналізу, потрібно слідкувати за комплексом факторів, що відображають стан економіки даної країни:
- показники економічного росту (ВВП, об'єми промислового виробництва та інші);
- зріст грошової маси на внутрішньому ринку;
- рівень інфляції та інфляційні очікування;
- рівень процентної ставки;
- платоспроможність країни та довіра до даної валюти на світовому ринку;
- спекулятивні операції на валютному ринку;
- ступінь розвитку в даній країні інших секторів світового фінансового ринку, наприклад, ринку цінних паперів.